# Tahmineh Monzavi
Tahmineh Monzavi (persan : تهمینه منزوی) née en 1988, est une photographe documentaire iranienne.  

## Biographie
Tahmineh Monzavi obtient un baccalauréat en photographie de l'Université islamique Azad de Damavand à Téhéran. En 2005, elle commence sa carrière professionnelle en tant que photographe documentaire sur les questions sociales. En 2009, elle réalise un long métrage sur un groupe de femmes toxicomanes vivant dans un centre d'hébergement au sud de Téhéran. Elle réalise également un projet sur le transsexualisme, qui montre comment une minorité au sein de la société iranienne traditionnelle tente de trouver une acceptation et une reconnaissance sociales plus larges.  
Pour Les mariés de Mokhber al-Dowleh, du nom d’un vieux quartier de Téhéran, elle s'attache aux hommes travaillant dans un atelier de couture qui fabrique les robes de mariage. Elle questionne leur regard sur les corps des femmes à travers les mannequins d'atelier.  
En 2012, elle est arrêtée et emprisonnée pendant un mois. La photographie faisant partie des arts plastiques, elle est soumise à la censure. Le ministère de la culture et de la Guidance Islamique fixe les règles : il est interdit de photographier une femme non voilée, un homme et une femme côte à côte, etc. Après cette arrestation, elle cesse la photographie pendant un an. Puis, elle commence à travailler sur un nouveau projet intitulé All about me nicknamed Crown Giver.
Elle fait partie des artistes présentées lors de l'exposition Unedited History, Iran 1960-2014 qui offre au public un panorama de la production artistique iranienne au Musée d'art moderne de la ville de Paris, en 2014.
En 2017, les réalisatrices Valérie Urrea et Nathalie Masduraud en font son portrait dans Focus Iran, l'audace au premier plan.

## Expositions personnelles
- Tina, Spazio Reale de Monte Carasso, Suisse, 2018
- All about me nicknamed Crown Giver, festival Cuore di Persia, Bologne, Italie
- Tout autour de moi, Public House of Art d'Amsterdam, Pays-Bas, 2016
- Série Farkhunda, Istanbul, Turquie, 2016
- Paris photo, 2015[7]
- Revue des œuvres de Tahmineh Monzavis, Robert Klein Gallery, Boston, 2015[8]

- Les mariés de Mokhber al-Dowleh, Silkroad Art Gallery, Téhéran, 2014[9]
- Jardin de la vigne, documentaire de 77 minutes, 2009-2013
- Art vidéo "OXYS en noir et blanc" présenté dans une salle de théâtre avec des danseurs d'art à Athènes, Milan et Syros, octobre 2013[10],[11]
- Exposition de groupe "Jardin de raisins", Musée de la littérature, Géorgie, juillet 2012[12]

## Prix et distinctions
- Premier prix SHEED AWARD (prix du documentaire annuel indépendant), novembre 2011[13]
- Premier prix du concours La maison de l'artiste pour le concours La dépendance et la vie citadine, Téhéran, janvier 2011